# مامبي
مامبي (بالإنجليزية: Mampi)‏ واسمها الحقيقي ميريام موكابي (بالإنجليزية: Mirriam Mukape)‏ هي مغنية بوب زامبية ولدت في يوم 4 أغسطس 1986 في مدينة لوساكا عاصمة زامبيا. بدأت الغناء في سنة 2004 وأنتجت عدة ألبومات واشتهرت في زامبيا و ناميبيا.